# ビデオディスク

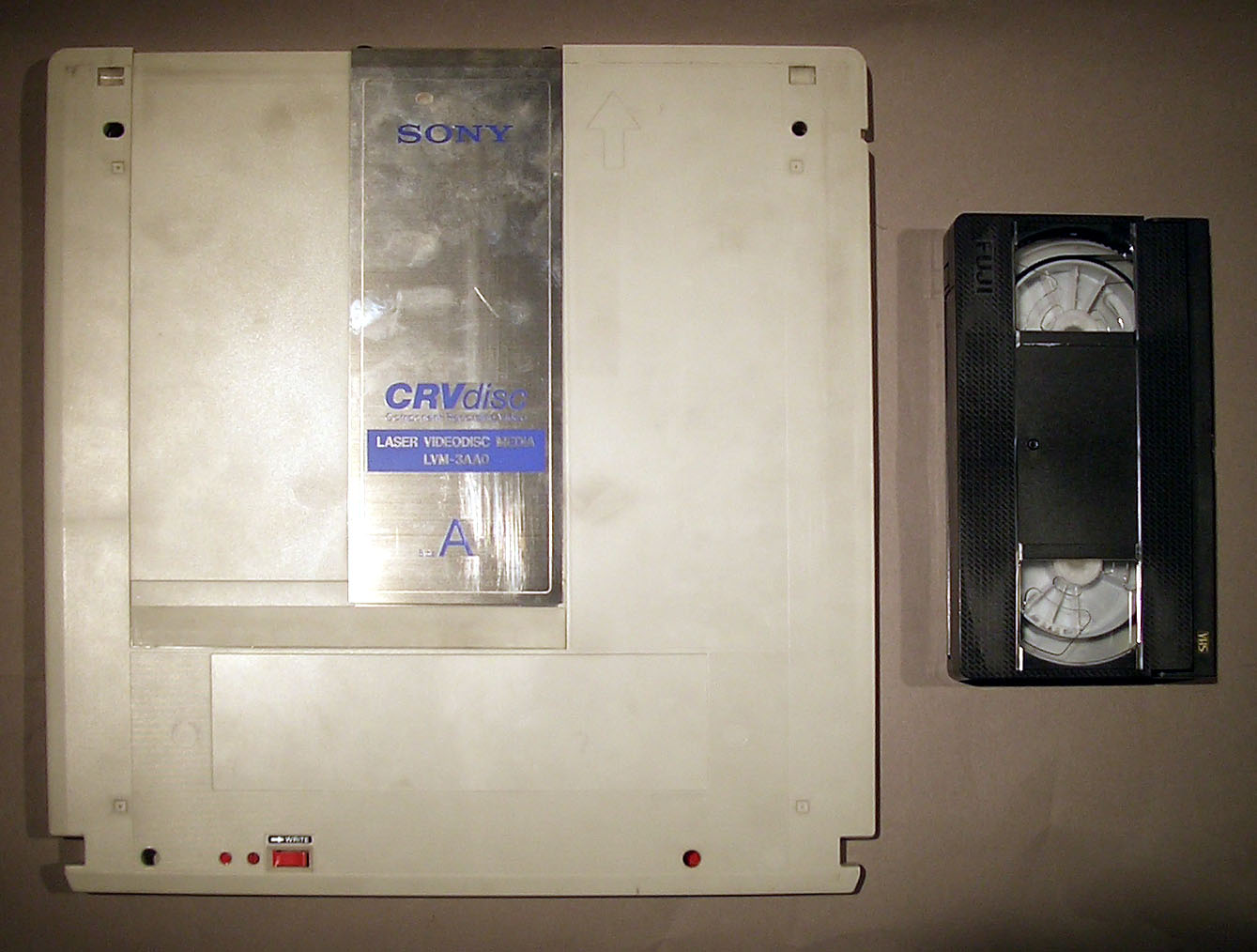
ビデオディスク（業務用CRVディスク）とVHSカセット

ビデオディスク（英語：videodisc, video disc）は、映像および音声信号を再生するディスクメディアの総称である。
実用的なものはレーザー方式が大多数であるが、本項目では歴史的なビデオディスクとして、光学影像式（映画）、針式（スタイラス）、磁気式などレーザー以外のものも扱う。

## 歴史

### 19世紀 - 20世紀前半
1892年3月3日、フランスの発明家ジョルジュ・デムニーは、「フォノスコープ」の特許を取得した。これは1891年に設計され、クロノフォトグラフィー写真をガラスディスクに投影するものである 。
1893年、イギリスの写真家エドワード・マイブリッジは、クロノフォトグラフィーのアニメーションをガラスディスクに投影しズープラクシスコープで再生する発明を行った。なおこの発明がきっかけで、エジソンをして映画を発明させる事に繋がった。
1898年、ニューヨークを拠点とするカメラメーカー、E & HT アンソニー が「The Spiral」と呼ばれる映画カメラとプロジェクターを組み合わせたものを発売した。これは200個のイメージを直径8インチのガラスディスク板に記録でき、毎秒16フレームで再生時には13秒の動画像を再生できる。
1907年、セオドア・ブラウンが1200個のイメージを直径10インチのガラスディスク板に記録でき、毎秒16フレームで再生時には1分15秒程度の動画像を再生できるシステムを発明した（英国特許GB190714493）。毎秒16フレームで再生した場合、ディスクは約1分15秒ほど再生可能。このシステムはチャールズ・アーバンにより「Urban Spirograph」として発売されたが普及しなかった。
1930年初頭、スコットランドのジョン・ロジー・ベアードが Phonovision システムを開発、1秒間に約4フレームを再生できたが普及しなかった。

### 20世紀後半
1952年、ウェスティングハウス・エレクトリック社のフランス技術者 P.M.G・トゥーロンが、低速回転するディスクの渦状トラック上に記録した1.5mm幅の映像フレームを FSS管で読み取り映像信号を生成するシステムを発明した（米国特許 3198880）。これは、レコードからの音声の再生と同期して組み合わせることを目的としていた。実用化はされなかったようである。これはテープベースの業務用のEVRに類似している。
1965年、ウェスティングハウス・エレクトリックが Phonovid システムを開発。このシステムでは、400枚の静止画像を40分間の音声と共に再生できる。このシステムでは、標準的なレコードプレーヤーを使用して、ゆっくりと絵を生成する。
1970年、ドイツ・テレフンケン社により「TeD」が開発される。これは12インチのディスクに約8分収録可能であった。VHSを優先する親会社（シーメンス）の意向で廃れた。
1972年、日本の東芝・TOSBACにおいて、カラーの256×256の解像度の映像を再生するデジタルビデオディスクが使われていた。1973年には、日立が15色の静止画像を再生可能なビデオディスクを発表した。同年、ソニーもビデオディスクレコーダーの原型を発表しており、これは1997年のデジタルマビカに類似していた。
1975年、日立は、色度、輝度、音の情報をホログラフィック技術により記録するビデオディスクシステムを発表した。各フレームは直径305mm のディスクに 1mm 幅のホログラムとして記録され、レーザービームは3つの角度からホログラムを読み取ります。容量は54,000フレームで、NTSC標準カラーの場合は30分、PAL / SECAMの場合は36分の収録が可能。

1978年、当時のナショナル（パナソニック）が「VISC」を開発。12インチのビニルディスクを500rpm で回転させ、1回転で3フレームのカラー影像を保持。ディスクの各面に最長1時間のビデオを収録できる。記録フォーマットは、30分/片面または60分/片面の2種類がある。これは後に、9インチのディスクに75分/片面で収録できるシステムに進化した。1980年1月に日本ビクターのVHDが登場し、開発中止となった。
1978年、アメリカ・MCA社とオランダ・フィリップス社がDiscoVisionを開発。レーザー光の反射を利用する。これは、VLP、Laservision、あるいはCDビデオとも呼ばれた。最終的にパイオニアがレーザーディスク (LaserDisc) として商標を取得した。
Thomson-CSF社は、薄いフレキシブルビデオディスクと、ディスクの反対側に光源とピックアップを備えた透過型レーザーシステムを使用するシステムを開発した。このシステムは、1980年に産業用および教育用向けに販売された。ディスクの各面には50,000枚の静止CAVフレームを入れることができ、両面をディスクを取り出すことなく読み取ることができた。1981年に市場から撤退。
1981年、RCA社が「CED」を開発、「SelectaVision」と言うブランドで販売した。このシステムは、プレスされたディスクの溝に乗っている物理的なピックアップを使って、その下層部分にある静電容量の変化を読み取る。このシステムは数年間ほどレーザーディスクと競合した後、撤退した。
1983年、日本ビクターがVHDを開発、販売した。これはCEDと同様に静電容量コンタクト方式だが、ディスクに物理的な溝がない点が異なる。主に日本で普及したが、レーザーディスクとの規格争いに敗れて撤退した。VHDディスクはイギリス・Thorn EMI社によって採用された。一般市場向けの開発は1983年末に中止された。教育およびビジネス市場では1980年代後半までコンピュータ制御のビデオシステムとして販売されていた。
1984年、マクドネル・ダグラス社がLaserfilmを開発した。
1996年、Sirius Publishing社がMovieCDをリリース。物理メディアはCD-ROMであるが、Windows用PC向けに再生ソフトウェアを含めてリリースされた。映像はMotionPixelsコーデックにより圧縮され、品質は低く、16ビットハイカラー、毎秒16フレーム、320×236の再生解像度であった。
1996年、DVDがリリースされた。技術的にはフィリップスとソニーのMMCD（マルチメディアコンパクトディスク）と東芝のSD（スーパー密度）フォーマットのハイブリッドである。1970 - 1980年代のベータ・VHSの間の規格争いを回避するために、ハイブリッドDVDフォーマットの最新の採用が3社で合意された。
2002年、ソニーが主導するBlu-rayがより高精細の光ビデオディスクフォーマットとして開発、リリースされた。同年、東芝が主導するHD DVDもリリースされ規格争いが再開される事となった。
2015年、4K UHD解像度をサポートするUltra HD Blu-ray (UHD BD)がリリースされた。

## 分類
再生メカニズムに基づく分類
- 機械式
  - Phonovision（英語版）
  - Phonovid
  - TeD（英語版）
  - Visc
- 静電容量コンタクト方式
  - CED、VHD
- 光ディスク
  - 反射式
    - レーザーディスク、CD、DVD、Blu-ray、UHD BDなど

  - 透過式
    - Thomson CSF system
    - Laserfilm（英語版）

### 書誌情報
- Cowie, Jefferson R. Capital Moves: RCA's Seventy-Year Quest for Cheap Labor. Ithaca, N.Y.: Cornell University Press, 1999. ISBN 0-8014-3525-0.
- Daynes, Rob and Beverly Butler. The VideoDisc Book: A Guide and Directory. New York: John Wiley and Sons, 1984. ISBN 0-471-80342-1.
- DeBloois, Michael L., ed. VideoDisc/Microcomputer Courseware Design. Englewood Cliffs, N.J.: Educational Technology Publications, 1982. ISBN 0-87778-183-4.
- Floyd, Steve, and Beth Floyd, eds. The Handbook of Interactive Video. White Plains, NY: Knowledge Industry Publications. 1982. ISBN 0-86729-019-6.
- Graham, Margaret B.W. RCA and the VideoDisc: The Business of Research. (Also as: The Business of Research: RCA and the VideoDisc.) Cambridge: Cambridge University Press, 1986. ISBN 0-521-32282-0, 0-521-36821-9.
- Haynes, George R. Opening Minds: The Evolution of Videodiscs & Interactive Learning. Dubuque, Iowa: Kendall/Hunt Publishing Co., 1989. ISBN 0-8403-5191-7.
- Isailovi´c, Jordan. VideoDisc and Optical Memory Systems. Englewood Cliffs, N.J.: Prentice-Hall, 1985. ISBN 0-13-942053-3.
- Lardner, James. Fast Forward: Hollywood, the Japanese, and the VCR Wars. (Also as: Fast Forward: Hollywood, the Japanese, and the Onslaught of the VCR.) New York: W. W. Norton & Co Inc., 1987. ISBN 0-393-02389-3.
- Lenk, John D. Complete Guide to Laser/VideoDisc Player Troubleshooting and Repair. Englewood Cliffs, N.J.: Prentice-Hall, 1985. ISBN 0-13-160813-4.
- Schneider, Edward W., and Junius L. Brennion. (1980). The Instructional Media Library: VideoDiscs, (Volume 16). Englewood Cliffs, NJ: Educational Technology Publications. ISBN 0-87778-176-1. 1981.
- Sigel, Efrem, Mark Schubin and Paul F. Merrill. Video Discs: The Technology, the Applications and the Future. White Plains, N.Y. : Knowledge Industry Publications, 1980. ISBN 0-914236-56-3, 0-442-27784-9.
- Sobel, Robert. RCA. New York: Stein and Day/Publishers, 1986. ISBN 0-8128-3084-9.
- Sonnenfeldt, Richard. Mehr als ein Leben (More than One Life). ?, 2003. ISBN 3-502-18680-4. (In German.)
- Stewart, Scott Alan. Videodiscs in Healthcare: A Guide to the Industry. Alexandria, Virginia: Stewart Publishing, Inc, 1990. ISBN 0-936999-08-X.
- Journals: 
  - The Videodisc Monitor
  - Videodisc News
  - Videodisc/Optical Disk Magazine
  - Video Computing
  - Interactive Healthcare Newsletter